# Busing

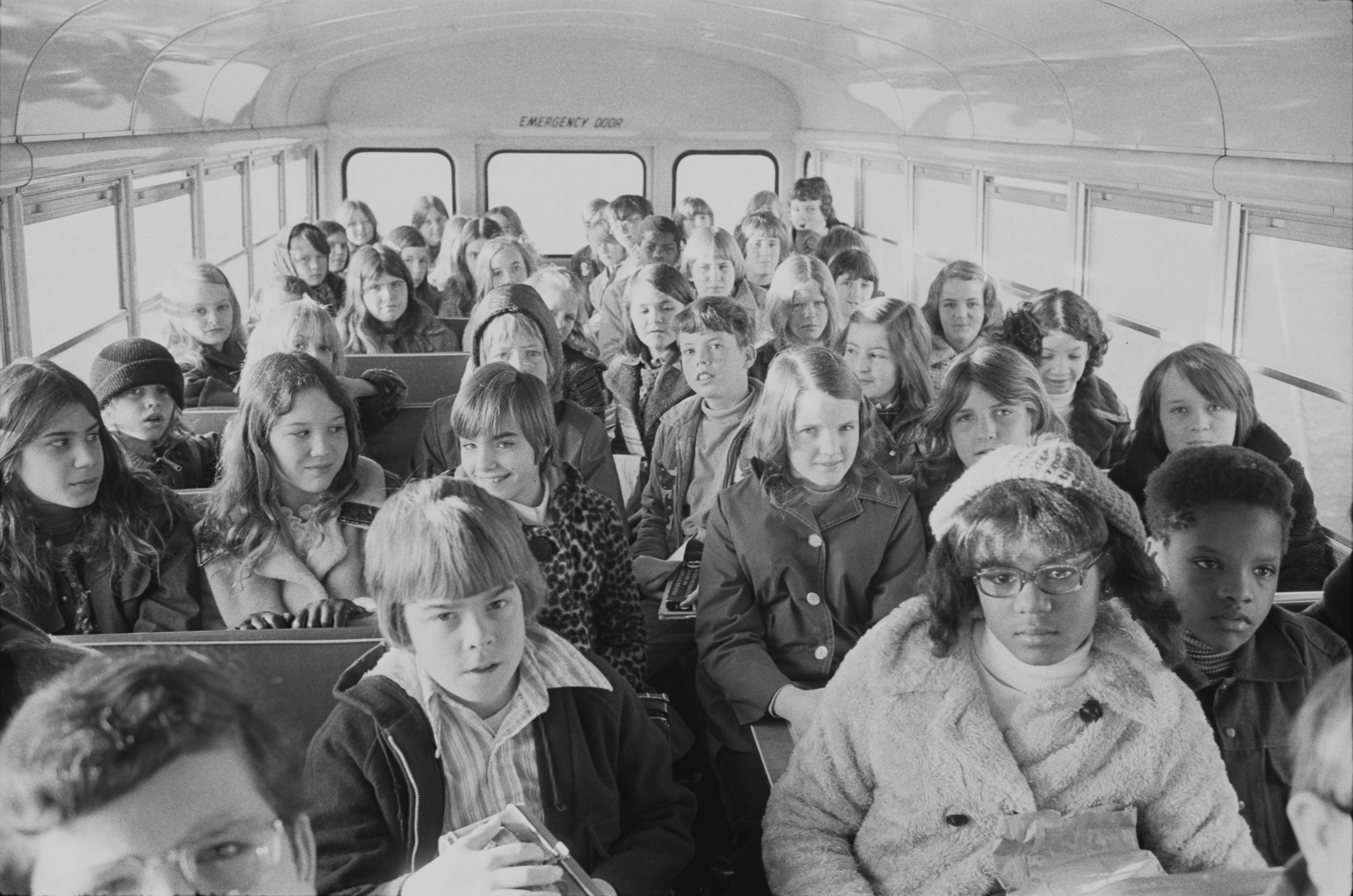
Schulkinder aus Charlotte (North Carolina) im Jahr 1973 während eines Schulbustransports

Als Busing-Programm (kurz Busing) wird eine im Jahr 1971 einsetzende bildungspolitische Maßnahme in den USA bezeichnet, die heutzutage zwar nicht mehr in ihrer ursprünglichen, aber in abgewandelter Form noch eingesetzt wird. Ziel des Programms war es, in öffentlichen Schulen Schüler verschiedener sozialer Milieus gemeinsam zu unterrichten und die de facto Rassentrennung in Schulen aufzuheben (Desegregation). Zu diesem Zweck wurden durch tägliche Schulbustransporte Schüler zu Schulen außerhalb ihrer Wohnbezirke gefahren: In der Regel bedeutete dies, dass (mehrheitlich afroamerikanische) Schüler aus den Innenstädten nun Schulen in den (mehrheitlich von Weißen bewohnten) Vorstädten besuchten und umgekehrt Schüler der Vorstädte Schulen in den Innenstädten.

## Geschichte
Mit der Entscheidung Brown v. Board of Education des Obersten Gerichtshofs im Jahr 1954 war die Rassentrennung an Schulen und der Grundsatz separate but equal für verfassungswidrig erklärt worden. Doch trotz der Abschaffung dieser Segregation im Bildungswesen de jure bestand die Rassentrennung im Schulsystem de facto weiter fort. Denn durch die Suburbanisierung hatte sich in den 1940er- und 1950er-Jahren vornehmlich die weiße Mittelschicht in die Vorstädte verlagert, während die afroamerikanische Bevölkerungsgruppe an dieser Entwicklung aufgrund von diskriminierenden Hürden nicht hatte partizipieren können und in den Innenstädten verblieb. Somit blieben in den Schulen der Innen- und Vorstädte die Schüler aus den jeweiligen Bevölkerungsgruppen größtenteils unter sich.
Mit der Entscheidung Swann v. Charlotte-Mecklenburg Board of Education des Obersten Gerichtshofs im Jahr 1971 wurde Behörden die Möglichkeit eröffnet, der de facto Rassentrennung an Schulen durch Busing aktiv entgegenzuwirken. Busing rief in der Folgezeit unterschiedliche und teils heftige Kritik hervor: „Während die Black Community sich für eine Umverteilung von Ressourcen einsetzte, die Kindern und Jugendlichen den Besuch einer gut ausgestatteten Schule in der Nähe ihres Wohnortes ermöglicht hätte, wehrten sich viele Weiße aus rassistischen Gründen gegen Integrationsmaßnahmen an ihren Schulen.“
Im Jahr 2007 entschied der Oberste Gerichtshof in der Entscheidung Parents Involved in Community Schools v. Seattle School District No. 1, dass „race“ als alleiniger Faktor nicht gelten darf, wenn es um das Ziel der Diversität in Bildungseinrichtungen gehe.

## Rezeption
Im Wahlkampf der Demokraten zur Präsidentschaftsvorwahl 2019 kritisierte Kamala Harris den Präsidentschaftskandidaten Joe Biden wegen dessen ablehnender Haltung zum Busing in den 1970er-Jahren.